# Luciana Rafael
Luciana Rafael é uma política angolana. Filiada à União Nacional para a Independência Total de Angola (UNITA), é deputada de Angola pelo Círculo Eleitoral Nacional desde 28 de setembro de 2017.